# Pomnik Pomordowanych Pracowników Fabryki Broni w Radomiu
Pomnik Pomordowanych Pracowników Fabryki Broni w Radomiu – pomnik zlokalizowany na terenie dawnej Fabryki Broni, przy ulicy Przemysłowej.

## Historia
W 1922 roku podjęto decyzję o utworzeniu w Radomiu Państwowej Wytwórni Broni, przemianowanej w 1927 roku na Fabrykę Broni. Do wybuchu II wojny światowej zakład produkował broń palną oraz m.in. sprzęt motoryzacyjny i rowery na potrzeby wojska i na rynek cywilny. Już w 1939 roku Fabryka Broni została przejęta przez Niemców i produkowała broń przeznaczoną dla Wehrmachtu. W ramach konspiracji pracownicy Fabryki produkowali elementy broni na potrzeby Armii Krajowej. We wrześniu 1942 roku miało miejsce starcie niemieckich policjantów z żołnierzami Armii Krajowej na stacji kolejowej w miejscowości Rożki pod Radomiem. Przy polskich żołnierzach znaleziono pistolety Vis, co doprowadziło do dekonspiracji działalności pracowników Fabryki. W odwecie władze niemieckie przeprowadziły masowe aresztowania oraz egzekucje. 14 października 1942 roku na terenie Fabryki Broni powieszono 26 jej pracowników. Dnia 19 października 1958 roku w pobliżu miejsca egzekucji został odsłonięty pomnik upamiętniający pracowników pomordowanych podczas niemieckiej okupacji.

## Opis
Pomnik składa się z obelisku zwieńczonego orłem zrywającym kajdany oraz cokołu z tablicą, na której umieszczono napis:
BOHATEROM 

PRACOWNIKOM TUTEJSZYCH 

ZAKŁADÓW 

KTÓRZY ODDALI ŻYCIE W WALCE 

Z OKUPANTEM HITLEROWSKIM 

W LATACH 1939-1945 

ZAŁOGA 

CZEŚĆ ICH PAMIĘCI 

RADOM 1958 R. 

Przed postumentem umieszczono również nowszą tablicę z nazwiskami pracowników Fabryki Broni zamordowanych w egzekucji 14 października 1942 roku.

## Otoczenie
W pobliżu obelisku upamiętniającego pomordowanych przez Niemców pracowników Fabryki Broni ustawiono w 1981 roku krzyż ku czci zamordowanych w tym miejscu 15 radomian podejrzanych o udział w tajnej produkcji broni dostarczanej Armii Krajowej.